# Curt von Gienanth
Curt Ludwig Freiherr von Gienanth (Eisenberg, 6 december 1876 - Heidelberg, 3 april 1961) was een Duitse officier en General der Kavallerie z.V.  tijdens de Tweede Wereldoorlog. Hij was de militair bevelhebber van alle Wehrmachtseenheden in het Generalgouvernement en commandant van het Wehrkreis Generalgouvernement.

## Leven
Op 6 december 1876 werd Curt Ludwig von Gienanth geboren in Eisenberg. In 1895 behaalde hij zijn diploma aan het Wilhelmsgymnasium in München. Op 23 maart 1896 nam von Gienanth als Fahnenjunker dienst in het Pruisische leger, en werd geplaatst in het 1. Großherzoglich Hessische Dragoner-Regiment (Leib-Dragoner-Regiment) Nr. 24 (cavalerieregiment). In 1896 werd hij naar het militair instituut in Hannover gecommandeerd, en werd nog hetzelfde jaar bevorderd tot Sekondeleutnant (tweede luitenant). Op 1 januari 1899 werd de rang van Sekondeleutnant hernoemd in Leutnant. Op 18 november 1901 volgde zijn benoeming tot regimentsadjudant van het Garde-Dragoner-Regiment (1. Großherzoglich Hessisches) Nr. 23. Hierna werd von Gienanth voor verdere opleiding voor drie jaar naar de militaire academie gestuurd. Op 19 december 1907 werd hij bevorderd tot Oberleutnant (eerste luitenant). Daarna volgde zijn plaatsing in de Duitse Generale Staf van 14 april 1909 tot 20 maart 1911. Aan het einde van zijn periode in de Generale Staf, werd hij bevorderd tot Rittmeister (ritmeester). Op 1 april 1911 werd von Gienanth als Rittmeister ingezet in de inspectie van de cavalerie. Hierna volgde zijn benoeming tot chef van een eskadron in het Jäger-Regiment zu Pferde Nr. 9.

### Eerste Wereldoorlog
Tijdens de uitbraak van de Eerste Wereldoorlog, werd hij geplaatst als 2e Generale Stafofficier Ib (logistiek) in de staf van de 1e Cavaleriedivisie. Van 1 april 1915 tot 1 juli 1915 diende von Gienanth als 1e Generale Stafofficier (Ia) (operaties) in de staf van de 6e Cavaleriedivisie. Hierna was hij 1e Generale Stafofficier (Ia) in de Garde-Kavallerie-Division. Op 22 maart 1916 werd hij bevorderd tot Major (majoor). Na zijn bevordering werd von Gienanth weer als Ia ingezet in het XXII. Reserve-Korps (22e Reservekorps). Hierna werd hij nogmaals ingezet als Ia in de 1. Kavallerie-Division (1e Cavaleriedivisie). Von Gienanth werd hierna als Major benoemd tot stafchef van de militair-gevolmachtigden in Constantinopel. Aan het einde van de oorlog was hij onderscheiden met beide klassen van het IJzeren Kruis 1914.

### Interbellum
Na het einde van de oorlog, werd von Gienanth opgenomen in de Reichsheer van de Reichswehr. Op 1 februari 1919 werd hij als 1e Generale Stafofficier (Ia) van het 1. Armee (1e Leger) ingezet. Hierop volgend werd von Gienanth tot stafchef van de inspectie van de cavalerie benoemd, en geplaatst in het Reichswehrministerium (RWM) (Rijksministerie van Oorlog). Bij de opbouw van het 100.000 manschappen tellend Reichsheer, werd hij als Ia geplaatst in de staf van de 3. Kavallerie-Division (3e Cavaleriedivisie) in Weimar. Tegelijkertijd met zijn bevordering op 1 oktober 1920 tot Oberstleutnant (luitenant-kolonel), werd hij benoemd tot stafchef van de 2. Kavallerie-Division (2e Cavaleriedivisie) in Breslau. Op 1 oktober 1923 volgde zijn eerste functie als commandant van het 13. (Preuß.) Reiter-Regiment in Hannover. Op 1 april 1925 werd hij tegelijkertijd met zijn bevordering tot Oberst (kolonel), en overgeplaatst naar het Rijksministerie van Oorlog in Berlijn. Daar werd hij benoemd tot stafchef in de Inspektion der Kavallerie (In 3). Op 1 maart 1927 werd von Gienanth als opvolger van de Oberst Walter von Unruh benoemd tot commandant van het 6e Infanterieregiment in Lübeck. Als regimentscommandant werd hij op 1 februari 1929 bevorderd tot Generalmajor (brigadegeneraal). Op 28 februari 1929 gaf von Gienanth het commando over aan de Oberst Bodo von Witzendorff. Hierna volgde hij de Generalleutnant Hans von Viereck als commandant van de 3. Kavallerie-Division (3e Cavaleriedivisie) in Weimar. In Weimar werd hij bevorderd tot Generalleutnant (generaal-majoor) en droeg op 1 november 1931 het commando weer over aan de Generalmajor Wilhelm Knochenhauer. Hiervoor werd hij dezelfde dag nog benoemd tot commandant van de 4. Division (4e Divisie) van de Reichswehr in Dresden. Daarmee werd hij gelijktijdig benoemd tot commandant van Wehrkreis IV (4e militaire district (Dresden)). Op 1 november 1931 werd von Gienanth opgevolgd als commandant van de 4e Divisie, door de Generalmajor Wilhelm Knochenhauer. Op 30 september 1933 ging hij met pensioen, en mit der Erlaubnis zum Tragen der Uniform des Reiter-Regiments 13 (vrije vertaling: met permissie om het uniform van het 13e Cavalerieregiment te dragen).

### Tweede Wereldoorlog
Op 1 september 1939 werd von Gienanth ter beschikking van het Heer gesteld. Hij werd tot commandant van de Grenzschutz-Abschnitt-Kommando 14 (vrije vertaling: Commando 14e Grensbewakingsdistrict) benoemd, die uit het commando van vestingwerken bij Breslau opgericht werd. Begin september 1939 werd hij door een hernieuwde naamsverandering van zijn staf tot Kommandierender General (bevelvoerend-generaal) van het Generalkommando Gienanth benoemd. Reeds 19 oktober 1939 kreeg de staf opnieuw een naamswijziging. Daardoor werd hij nu tot bevelvoerend-generaal van het Höheres Kommando z.b.V. XXXVI (Hoger Korps Commando voor speciale inzet 36) benoemd. Inmiddels was hij onderscheiden met het Herhalingsgesp bij IJzeren Kruis 1939, 2e Klasse. Tussen 20 februari 1940 en 14 mei 1940 was von Gienanth tegelijk commandant van het Grenzabschnitt Mitte (vrije vertaling: Grenssector midden) in Polen. In mei 1940 werd hij benoemd tot Oberbefehlshaber der gesamten deutschen Streitkräfte im Osten (Ober-Ost)  (vrije vertaling: Opperbevelhebber van de gehele Duitse strijdkrachten in het Oosten). Vanaf midden juli 1940 werd von Gienanth benoemd tot militair bevelhebber in het Generaal-gouvernement. Als zodanig werd hij op 1 september 1940 tot General der Kavallerie z.V. (generaal der Cavalerie)  benoemd. 
Conflicten
Op 19 maart 1942 werd Gienanth als militair bevelhebber geïnformeerd over de deportatie van 30.000 "niet-werkende" Joden uit Lemberg. In het bericht stond: "In hoeverre deze evacuatie neerkomt op een decimering valt nog te bezien." In werkelijkheid werd op 1 april 1942 ongeveer 15.000 getto-gevangenen uit Lemberg vermoord in het vernietigingskamp Bełżec. Het bericht noteerde overeenkomstig de waarheid vast dat het inzamelen van winter- en bontspullen onder de Joden 'niet vrijwillig was'. 
In augustus 1942 escaleerde een conflict tussen de Wehrmacht en de SS in Przemyśl, omdat de Oberleutnant Albert Battel weigerde om Joden in dienst van de Wehrmacht uit te leveren. In dit verband eiste General der Infanterie Walter von Unruh dat de militaire bevelhebber alle beperkende bepalingen zou verwijderen. In september 1942 protesteerde von Gienanth tegen de onmiddellijke terugtrekking van Joodse arbeiders uit de wapenfabrieken. Er werd gevreesd voor een productieverlies tussen 25 en 100% en daarom werd het SS-plan voorlopig opgeschort.
Vanaf de zomer van 1942 was von Gienanth Wehrkreisbefehlshaber (vrije vertaling: bevelhebber militair district) in het Generaal-gouvernement. Op 1 oktober 1942 gaf hij het commando weer over aan de General der Infanterie z.V. Siegfried Haenicke.  
Von Gienanth werd vervolgens van zijn posten teruggeroepen,  en op 1 oktober 1942 in het Führerreserve geplaatst. 
Op 30 juni 1943 werd hij ontslagen uit de actieve dienst. En nog op dezelfde dag werd hij onderscheiden met het Duitse Kruis in zilver.

## Na de oorlog
Over het verdere verloop van zijn leven is niets bekend. Op 3 april 1961 stierf von Gienanth in Heidelberg.

## Militaire carrière
- General der Kavallerie z.V.: 1 september 1940[1][14][3][2]
- Charakter als General der Kavallerie: 30 september 1933[1][14][3]
- Generalleutnant: 1 februari 1931[1][14][3]
- Generalmajor: 1 februari 1929[1][14][3]
- Oberst: 1 april 1925[1][3]
- Oberstleutnant: 1 oktober 1920[1][3]
- Major: 22 maart 1916[1][3]
- Rittmeister: 20 maart 1911[1][3]
- Oberleutnant: 19 december 1907[1]
- Hernoemd in Leutnant: 1 januari 1899[1]
- Sekondeleutnant: 20 juli 1897[1][3]
- Fähnrich: 18 oktober 1896[1]
- Fahnenjunker: 23 maart 1896[1][3]

## onderscheidingen
- Duitse Kruis in zilver op 30 juni 1943 als General der Kavallerie z.V. en Militair bevelhebber van het Generaal-gouvernement[15][14][16][1]
- IJzeren Kruis 1914, 1e Klasse[16][1] en 2e Klasse[16][1]
- Kroonorde (Pruisen), 4e Klasse[16][1]
- Orde van Militaire Verdienste (Beieren), 4e Klasse[16][1]
- Ridderkruis der Tweede Klasse in de Orde van Philipp de Grootmoedige[16][1]
- Orde van de IJzeren Kroon (Oostenrijk), 3e Klasse met Oorlogsdecoratie[16][1]
- Commandeur in de Frans Jozef-orde met Oorlogsdecoratie[16][1]
- Kruis voor Militaire Verdienste (Oostenrijk-Hongarije), 3e Klasse met Oorlogsdecoratie[16][1]
- IJzeren Halve Maan[16][1]
- Gewondeninsigne 1918 in zwart[16][1]
- Onderscheiding voor Trouwe Dienst (Pruisen)[16][1]
- Erekruis voor Frontstrijders in de Wereldoorlog[16][1]
- Herhalingsgesp bij IJzeren Kruis 1939, 2e Klasse[16][1]
- Kruis voor Oorlogsverdienste, 1e Klasse[15][16][1] en 2e Klasse[15][16][1] met Zwaarden